# 李哲思
李哲思（1995年8月7日—），辽宁沈阳人，中国女子游泳运动员。

## 生平
2008北京奥运会中国体育代表团成员，主攻短距离自由泳。
2010年，李哲思代表中国參加廣州亞運會游泳比賽的女子50米自由泳、100米自由泳及4x100米自由泳接力三個項目，奪得二金一銀。
2012年6月，被揭涉嫌服用禁藥EPO，最終緣盡倫敦奧運會。

## 运动经历
- 2000年 沈阳市游泳馆体校 教练王军
- 2007年 辽宁省游泳队 教练袁越
- 2007年 国家集训队 教练袁越

## 主要成绩
- 2007年 全国城市运动会 50米自由泳 第一名
- 2007年 全国冬季游泳锦标赛 50米自由泳 第一名
- 2009年 世界游泳锦标赛
  - 4×100米混合泳接力 第一名，4×100米自由泳接力 第六名

## 主要记录
- 世界纪录 3:52.19 2009年世界游泳锦标赛 4×100米混合泳接力